# Elysion (zespół muzyczny)
Elysion – grecki zespół wykonujący metal alternatywny z elementami metalu gotyckiego, założony w 2006 roku w Atenach.

## Historia

### Silent Scr3am
Zespół wydał swój debiutancki album studyjny, Silent Scr3am, dnia 18 grudnia 2009 roku nakładem wytwórni Massacre Records. Album został wyprodukowany i zmiksowany przez Marka Adriana, a masteringiem zajął się Ted Jensen. Album spotkał się głównie z średnimi i pozytywnymi recenzjami. Serwis Femmetal Online przyznał albumowi wysoką ocenę stwierdzając, że „piosenki z albumu Silent Scr3am są tak bezkompromisowe i zaraźliwe, że trudno znaleźć w tej płycie jakąkolwiek wadę”. Z kolei niemieckie wydanie Metal Hammer przyznało albumowi średnią ocenę, nazywając go „potencjalną sensacją”, choć według recenzenta utworom daleko do innowacji.

### Someplace Better
24 stycznia 2014 roku Elysion wydał swój nowy album zatytułowany Someplace Better, który podobnie jak poprzedni, został wyprodukowany przez Marka Adriana w ARTemis Studios w Atenach w Grecji. Za miks odpowiadał Dan Certa (We Are the Fallen, Ben Moody, Seether), a za mastering - David Collins (Black Sabbath, Alice Cooper, Mötley Crüe).  Okładkę zaprojektował Gustavo Sazes, który wcześniej pracował dla takich zespołów jak Arch Enemy i Morbid Angel.

### Bring Out Your Dead
Trzeci album zespołu Bring Out Your Dead ukazał się 17 marca 2023 roku. Został wyprodukowany i zmiksowany przez Marka Adriana, a masteringiem zajął się Nasos Nomikos. Okładkę zaprojektował Dimitris Tzortzis. Pierwszy promujący album singiel, „Crossing Over”, ukazał się 8 lutego 2023 roku, drugi, „Raid The Universe”, 27 lutego 2023, a trzeci, „Blink of an Eye” 25 września 2023 roku. Wszystkie pozostałe utwory zostały wydane wraz z albumem.

## Muzycy
| - Andreas "AR" Roufagalas - gitara basowe (od 2022) - Nikos "NiD" Despotopoulos - gitara prowadząca (od 2006) - Ilias P. "Laitsman" Laitsas - perkusja (od 2009) - Johnny Zero - gitara rytmiczna, klawisze (od 2006) - Christiana "Christianna" Hatzimihali - wokal (od 2008) - Antonios "Anthony FXF" Bofilakis - gitara basowa (2006–2022) - Petros Fatis - perkusja (2006-2009) |

## Dyskografia

### Albumy studyjne
- Silent Scr3am (2009)
- Someplace Better (2014)[7]
- Bring Out Your Dead (2023)

### Minialbumy
- Killing My Dreams (2012)[8]

### Nagrania demo
- Elysion (2006)